# ذرت سرخ (رمان)
ذرت سرخ (چینی: 红高粱家族) رمانی به زبان چینی اثر مو یان است. پنج بخش از این رمان در ابتدا در سال ۱۹۸۶ در مجلات مختلف منتشر شد و سپس در سال ۱۹۸۷ به صورت مجتمع در قالب یک رمان منتشر شد. ذرت سرخ اولین رمان مو به‌شمار می‌رود و یکی از شناخته شده‌ترین آثار او است.